# Diodontidae
Famille
La famille des Diodontidae (du grec ancien, di = deux et odous = dent) regroupe des espèces de poissons ayant la capacité de gonfler. Une autre de leurs caractéristiques est d'avoir des piquants, ce qui les distingue des Tetraodontidae qui eux n'en ont pas. Actuellement, une vingtaine d'espèces sont incluses dans cette famille.
Dans le langage courant, on utilise souvent le mot Diodon pour parler d'un membre de la famille Diodontidae sans qu'il soit réellement dans le genre Diodon.
Ils sont aussi appelés poissons porc-épic.

## Description

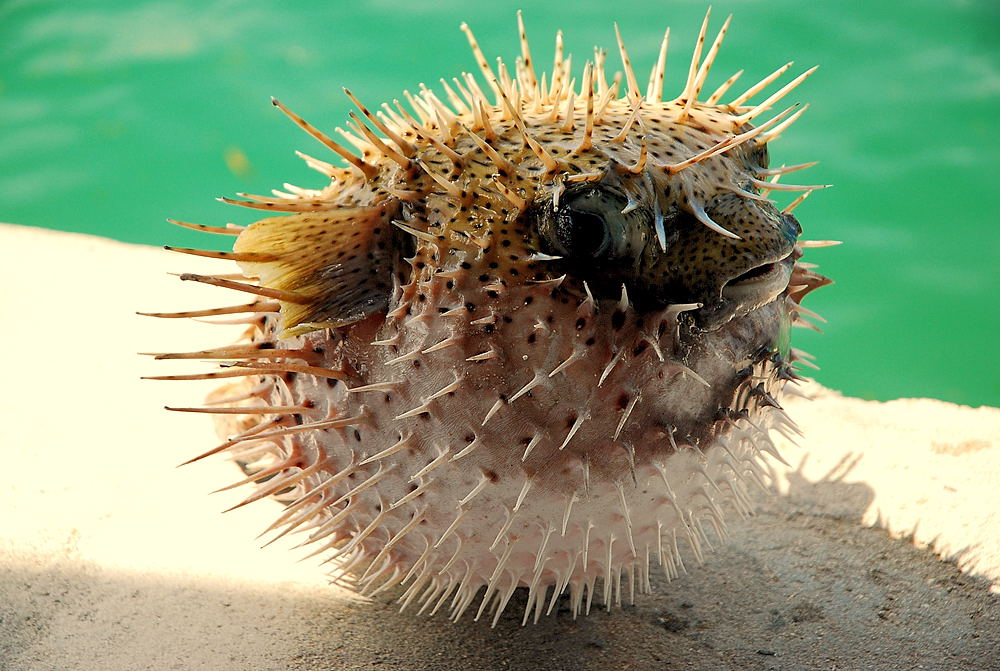
Ce Diodon pêché par erreur s'est gonflé sous l'effet du stress.

Les membres de la famille des Diodontidae sont des poissons de taille moyenne, communément entre 20 et 50 cm. Ils ont la capacité de gonfler quand ils se sentent menacés, en érigeant les épines qui couvrent leur corps.
Leur corps est couvert d'épines qui se trouvent sous la peau. Il en existe deux types. Les premières, plus petites, sont ancrées par trois racines et sont maintenues dressées, tandis que les plus longues n'ont que deux racines et ne se dressent que sous l'effet du gonflement.
Leur tête est large et arrondie. Les ouïes consistent en de relativement petites fentes verticales. Les yeux sont larges.
Les dents sont fusionnés en une structure ressemblant à un bec.
Les nageoires, toujours arrondies, sont souvent sans épine. Il n'y a jamais de nageoires pelviennes.
Ils sont habituellement de couleurs beige à brune, mais les poissons gris ne sont pas rares non plus. Il n'y a pas de discontinuité de couleur particulière là où se trouvent les épines. Ils peuvent être recouverts de points, de taches ou de lignes noires. Des nuances vertes ou jaunes peuvent également être présentes.
Le ventre est blanc. Le dos des Diodontidae qui vivent dans la zone pélagique, ce qui inclut leurs juvéniles, est souvent bleu.

## Biologie
Toutes les espèces sauf une sont benthiques et vivent dans les récifs ou les coraux, quoiqu'il leur arrive parfois de fréquenter les algues ou les fonds sableux et boueux. En revanche, les œufs sont pondus en zone pélagique et c'est aussi là qu'ils vivent au stade juvénile. Ceux-ci ont comme prédateurs des poissons comme le thon ou le marlin.
L'espèce pélagique se déplace en banc, contrairement aux autres espèces.
Ils mangent des invertébrés à la coquille dure grâce à leurs puissantes mâchoires.
Gonfler est pour eux un moyen de défense contre les prédateurs, combiné avec leurs épines et leur poison.

## Utilisation humaine
Les Diodontidae ne font normalement pas partie de l'alimentation humaine, et sont d'ailleurs connus pour être toxiques.[réf. nécessaire] Cependant, certaines populations indigènes des îles du Pacifique s'en nourrissent sans que cela cause de maladie.[réf. nécessaire]

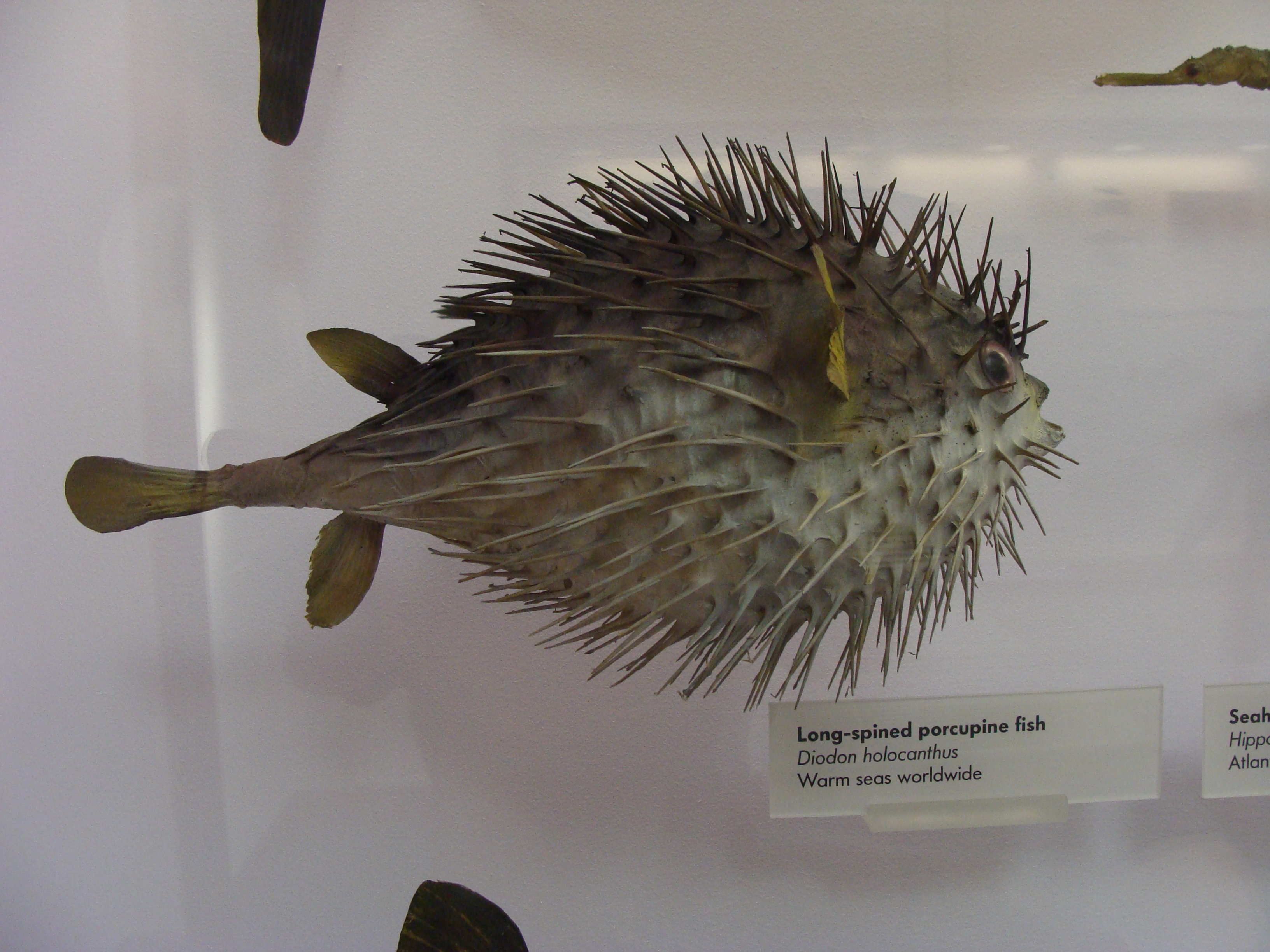
Un Diodon holacanthus séché dans un muséum.

Ils peuvent en outre être utilisés pour faire de la farine de poisson, ou bien être vendus comme bibelots après avoir été gonflés et séchés.
Ils sont parfois pêchés par mégarde dans des chaluts de fond.

## Taxinomie

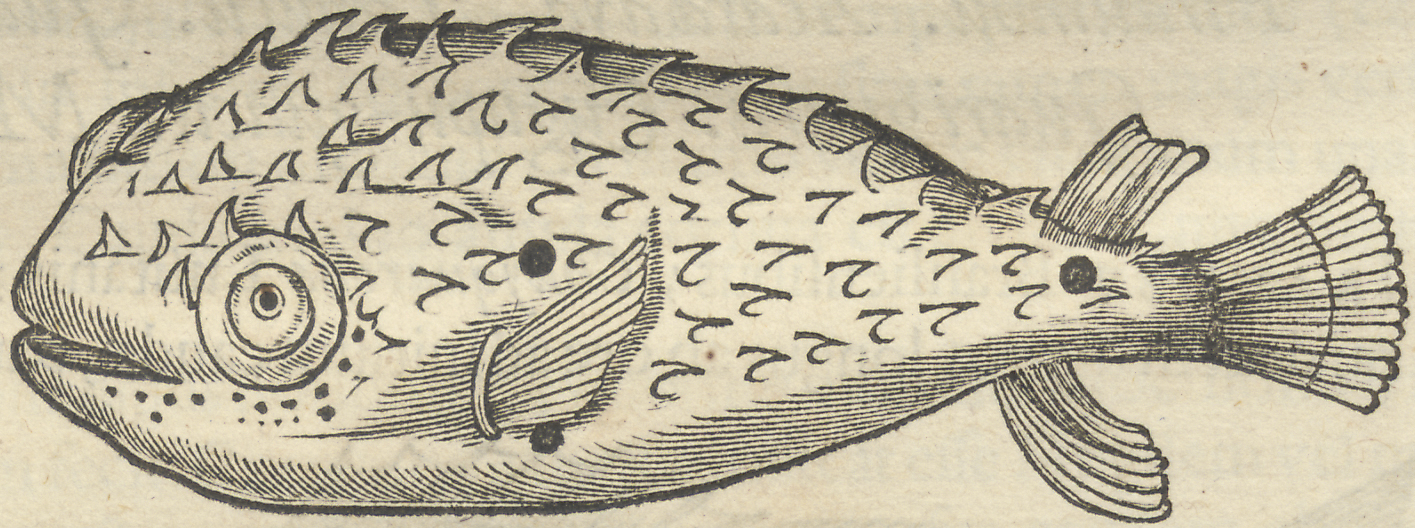
Guamaiacu atinga, Georg Marggraf (1610-1644)

Les différents genres sont établis à partir de la répartition entre les épines inamovibles et les épines érectiles, ainsi que sur bases de la répartition géographique. Néanmoins, en l'absence d'analyse cladistique, il n'est pas possible d'avaliser une telle répartition.
Le genre Diodon rassemble les poissons porc-épic dont toutes les épines sont de la deuxième catégorie, tandis que les membres de 4 genres - Allomycterus, Dicotylichthys, Lophodiodon et Tragulichthys - ont un mélange d'épines érectibles et inamovibles.
Enfin, le genre Chilomycterus regroupe des poissons de la zone circumtropicale dont presque toutes les épines sont inamovibles, ce qui est aussi le cas des Cyclichthys, qu'on trouve dans la zone indo-pacifique, et des Lyosphaera, qu'on trouve dans l'océan Atlantique et qui sont parfois regardés comme étant les Diodontidae les plus primitifs. Ce dernier groupe n'est à l'heure actuelle pas considéré comme un genre à part entière et est pratiquement inclus dans les Chilomycterus en tant que Chilomycterus atlantiques, quoique ce ne soit qu'une solution provisoire.

## Liste des genres et des espèces
Selon FishBase (12 décembre 2014) et World Register of Marine Species (12 décembre 2014) :
- Allomycterus McCulloch, 1921

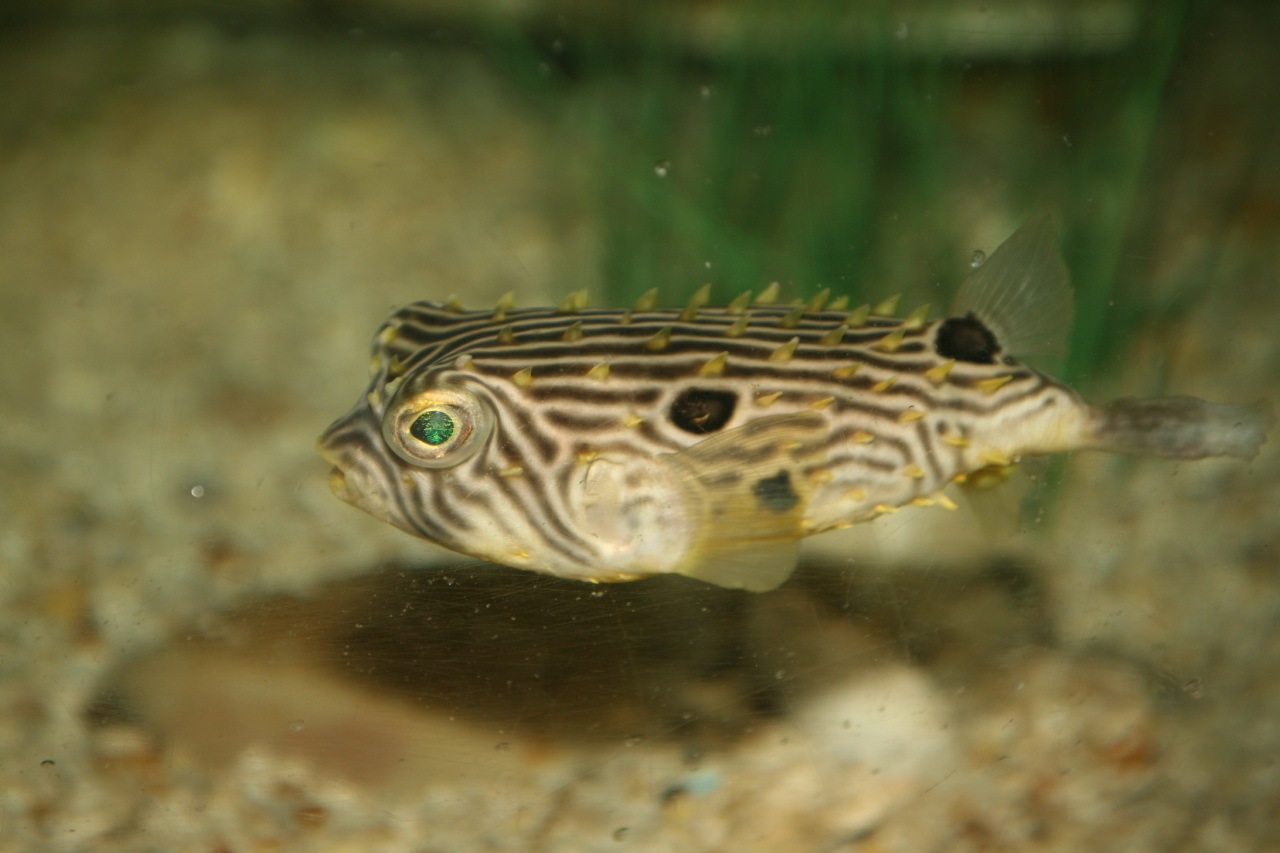
Chilomycterus schoepfi

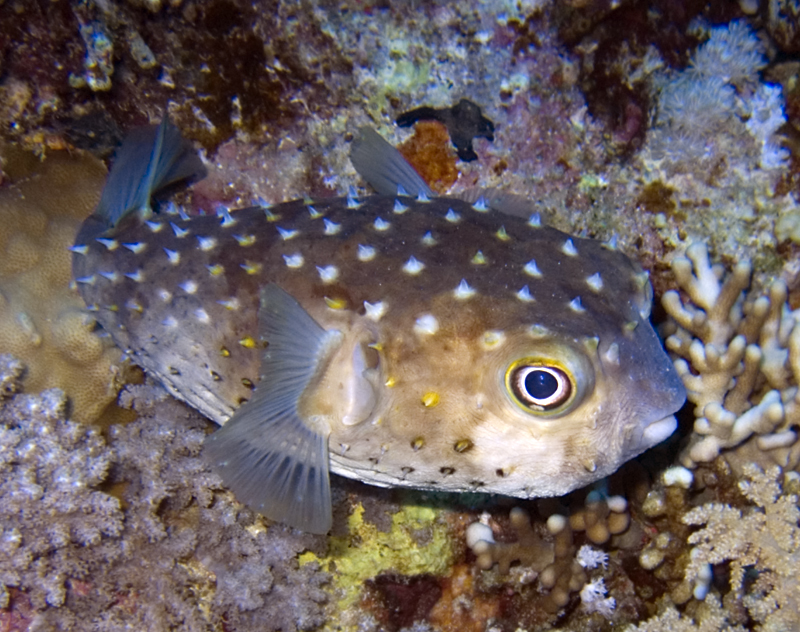
Cyclichthys spilostylus

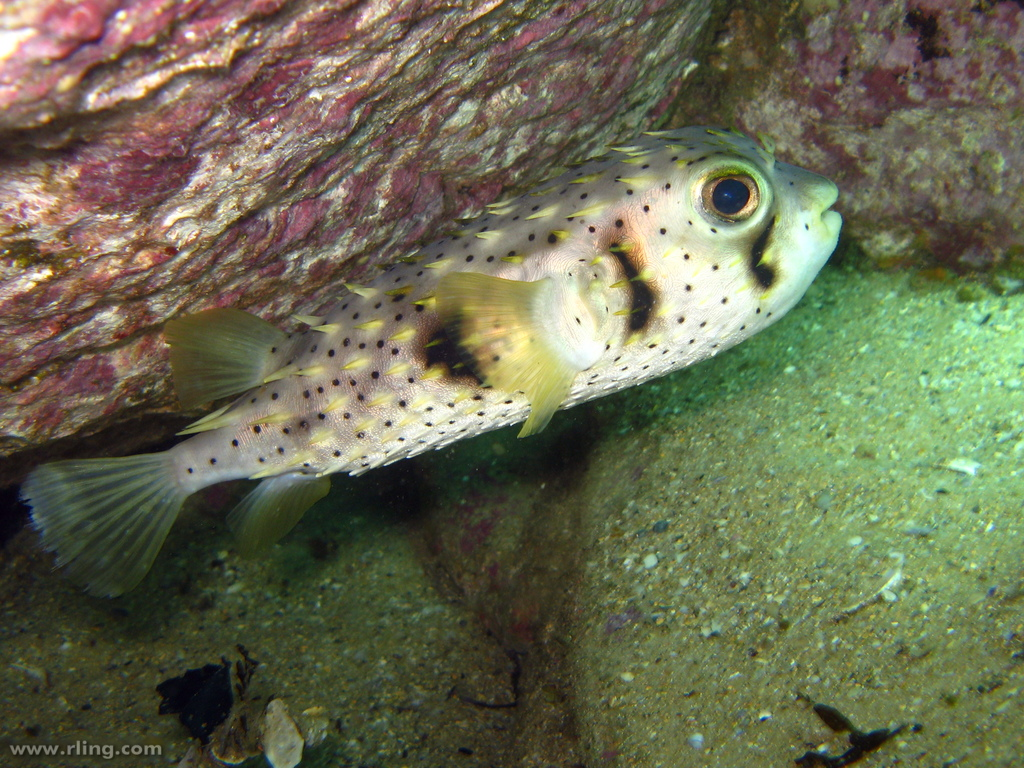
Dicotylichthys punctulatus

  - Allomycterus pilatus Whitley, 1931 
  - Allomycterus whitleyi Phillipps, 1932
- Atinga (non reconnu par FishBase)
- Chilomycterus Brisout de Barneville, 1846
  - Chilomycterus antennatus (Cuvier, 1816)
  - Chilomycterus antillarum Jordan & Rutter, 1897 
  - Chilomycterus reticulatus (Linnaeus, 1758)
  - Chilomycterus schoepfii (Walbaum, 1792)
  - Chilomycterus spinosus mauretanicus (Le Danois, 1954)
  - Chilomycterus spinosus spinosus (Linnaeus, 1758)
- Cyclichthys Kaup, 1855 
  - Cyclichthys hardenbergi (de Beaufort, 1939)
  - Cyclichthys orbicularis (Bloch, 1785)
  - Cyclichthys spilostylus (Leis & Randall, 1982)
- Dicotylichthys Kaup, 1855 
  - Dicotylichthys punctulatus Kaup, 1855
- Diodon Linnaeus, 1758 
  - Diodon eydouxii Brisout de Barneville, 1846
  - Diodon holocanthus Linnaeus, 1758
  - Diodon hystrix Linnaeus, 1758
  - Diodon liturosus Shaw, 1804
  - Diodon nicthemerus Cuvier, 1818
- Lophodiodon Fraser-Brunner, 1943   
  - Lophodiodon calori (Bianconi, 1854)
- Tragulichthys Whitley, 1931
  - Tragulichthys jaculiferus (Cuvier, 1818)

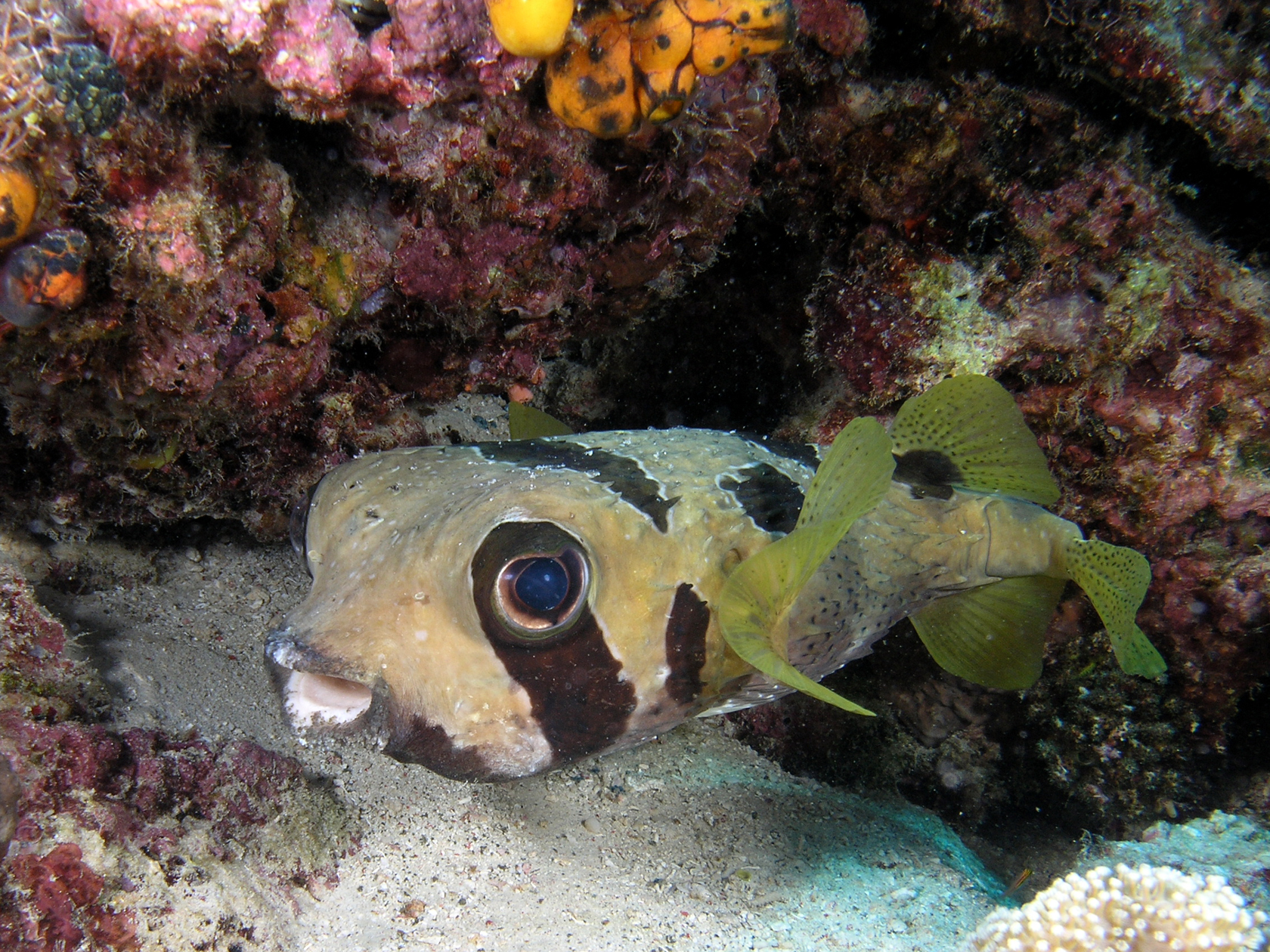
Diodon liturosus
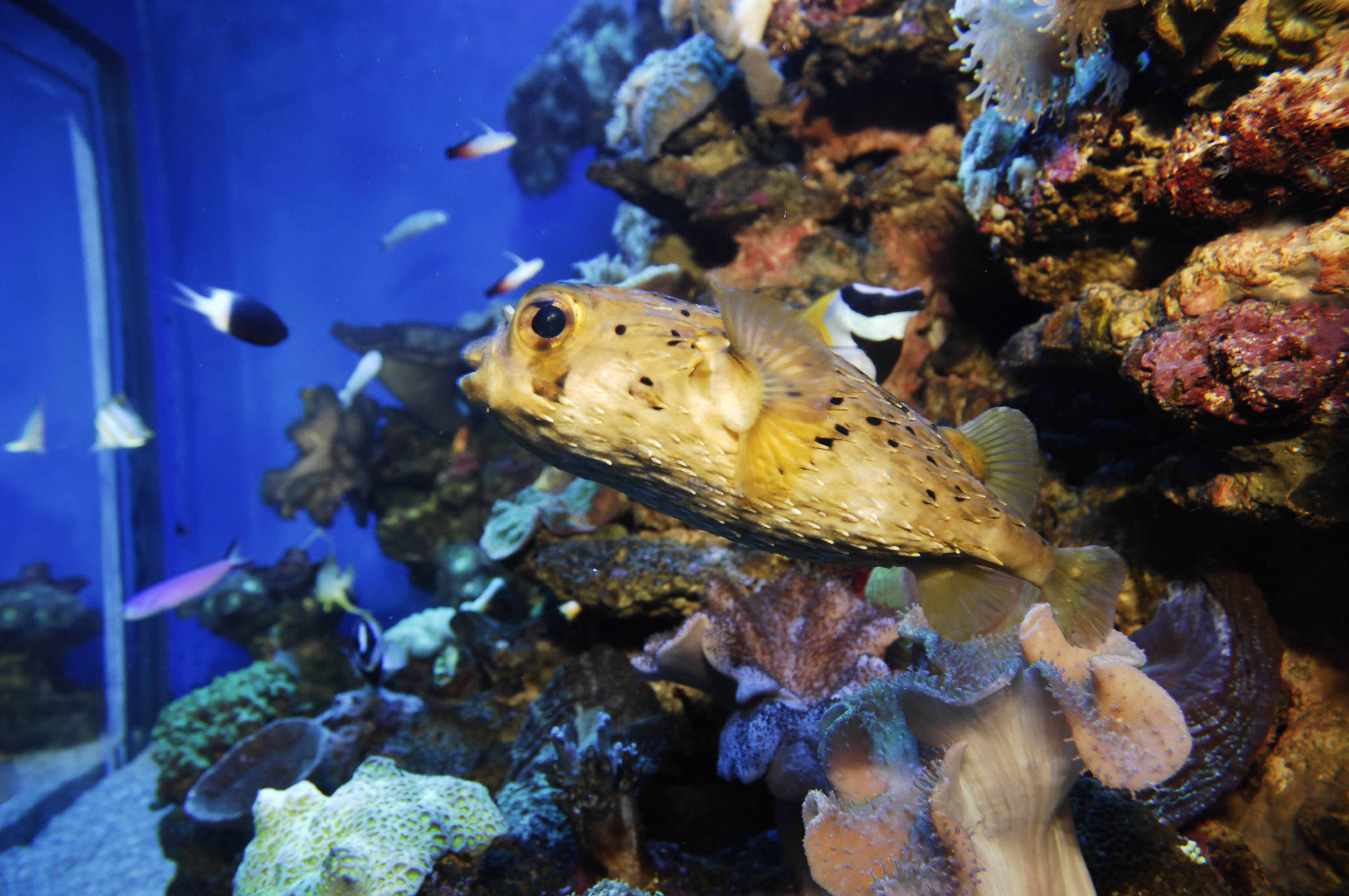
Lophodiodon calori

## Fossiles
Cette famille de poissons est présente dans plusieurs gisements de vertébrés marins du Néogène : faluns de Bretagne, faluns d'Anjou-Touraine, Belgique (Anvers), USA (Lee Creek), Chili. Leurs fossiles correspondent soit à des palais dentaires soit à des épines dermiques.